# Jean-Pacifique Balaamo Mokelwa
Jean-Pacifique Balaamo Mokelwa, né le 17 avril 1964 à Bujumbura (Burundi), est un juriste et universitaire de la République démocratique du Congo, professeur ordinaire à la faculté de droit de l’université officielle de Bukavu.

## Biographie
Né de parents originaires de Mwenga au Sud-Kivu en République démocratique du Congo, dans une fratrie de neuf enfants, Jean-Pacifique Balaamo Mokelwa passa sa jeunesse aux côtés de sa grand-mère Ililwa Lusangi, de qui il a appris l'usage de la métaphore et de l'image. Il est passé par l'initiation qui intègre le jeune homme dans la communauté des adultes dans la tradition Lega.
Il a effectué des études doctorales à l'université Strasbourg-II en France  et y a soutenu, le 10 février 2006, une thèse consacrée au droit des religions (Églises et État en République démocratique du Congo : évolution historique du droit congolais des religions, 1885-2003) rédigée sous la direction du professeur Francis Messner, et parue en 2 volumes sous forme d’essai aux Éditions L'Harmattan en 2008 (Églises et État en République démocratique du Congo. Histoire du droit congolais des religions 1885-2003) et en 2009 (Églises et État en République démocratique du Congo. Fondements juridiques et jurisprudence 1876-2006). Il a poursuivi ses recherches postdoctorales à l'université de Strasbourg en France où il a soutenu son mémoire d'habilitation à diriger les recherches (HDR) le 17 janvier 2014. Sous la direction de son maître, le professeur Francis Messner, sa recherche postdoctorale a ouvert son champ de recherche aux anciennes colonies françaises en Afrique subsaharienne comme l'indique le titre de son mémoire d'habilitation: "Les relations entre les colonies et les religions en AOF et AEF. Évolution historique de la législation coloniale".
Ses domaines de recherche relèvent du droit des religions, du droit comparé, de l'histoire du droit et des études africaines. Il est l’organisateur du colloque[réf. nécessaire] « Droits coutumiers et Systèmes juridiques étatiques en Afrique centrale en contexte colonial et post-colonial », présenté du 6 au 8 février 2012 à l’Alliance française de Bukavu, par la faculté de droit de l’université officielle de Bukavu, en collaboration avec les facultés des universités de la région des Grands Lacs africains (université du Burundi, université de Lubumbashi, université catholique du Graben de Butembo) en partenariat avec le bureau local de l'ONG américaine ABA Roli.
Il est doyen honoraire de la faculté de droit de l’université officielle de Bukavu (du 5 juin 2009 au 4 avril 2016) et responsable de l’équipe inter-universitaire de recherches juridiques de la région des Grands Lacs africains. 

## Œuvres

### Publications scientifiques sur l'histoire du droit et des institutions

#### Ouvrages
- Églises et État en République démocratique du Congo : histoire du droit congolais des religions (1885-2003), Paris, L’Harmattan, 2008, 300 p.[9].
- Églises et État en République démocratique du Congo : fondements juridiques et jurisprudence (1876-2006), Paris, L’Harmattan, 2009, 238 p.[10].
- Les traités internationaux du Saint-Siège avec les États en Afrique (1885-2005), Paris, L’Harmattan, 2010, 204 p.[11].
- Les relations entre les colonies et les religions en AOF et AEF : évolution historique de la législation coloniale, Francfort, Éditions universitaires européennes, 2014, 368 p.[12].

#### Articles de revues
- « La citoyenneté Lega en droit coutumier Lega », in Mutanga (Revue d’Études Lega), vol. II, no 1, 2004, p. 56-74.
- « La succession en droit coutumier Lega », in Mutanga (Revue d'Études Lega), vol. II, no 1, 2004, p. 101-118.
- « Les guerres imposées et les menaces de disparition de certains peuples de l’Afrique centrale. Cas des Lega et de l’esclavagisme arabe à l’Est du Congo au XIXe siècle », in Mutanga (Revue d’Études Lega), vol. II, no 2, 2005, p. 55-79.
- « Identités ethniques et problèmes fonciers au Kivu. Apport du droit foncier coutumier Lega », in Mutanga (Revue d’Études Lega), vol. II, n°3, 2005, p. 153-198  (ISSN 1780-4728).
- "Le régime social des agents religieux dans les États africains", in Recherches africaines, n° 37 et 38, 2014.
- "Sociétés initiatiques ethniques et Autorités publiques en RDC", in Annales des Sciences de l'Homme et de la Société, n° 2, 2014, p. 153-198.
- "Les rationalités de l'ancestralisme aux prises avec la législation congolaise sur les confessions religieuses", in Annales des Sciences de l'Homme et de la Société, n°3, vol. 1, 2015, p. 241-266.
- "L'établissement des religions par l’État en République démocratique du Congo", in Annales des Sciences de l'Homme et de la Société, n°3, vol. 2, 2015, p. 91-112.
- "Le système politique précolonial de chefferies chez les Balega",in Cahiers du CERUKI, Nouvelle Série, n°54, 2017, p. 81-97.
- "La culture des initiations dans le Bassin du Moyen-Lualaba", in  Cahiers du CERUKI, Nouvelle Série , n°62, 2020, p. 1-36.
- "Le prosélytisme religieux dans les opérations de maintien de la paix de la MONUSCO : cas de la brigade du Kivu au Sud-Kivu (2004-2018)", GlobeEthicsLib, 2022, 17 p. ; http://hdl.handle.net/20.500.12424/4215770
- "Les peuples constitutifs ou communautés autonomes historiques : une identité politique et constitutionnelle", GlobeEthicsLib, 2023, 17 p. ; http ://hdl.handle.net/20.500.12424/4300422

#### Contribution à des ouvrages collectifs, dictionnaires et encyclopédies
- « Afrique subsaharienne », in Dictionnaire de droit des religions, sous la direction de Francis Messner, Paris, Édition du CNRS, 2011, p. 32-43[13].
- « La laïcité constitutionnelle en République démocratique du Congo (1960-2010). Bilan et   Perspectives », in Université Officielle de Bukavu, Pour bâtir un Congo plus beau, Actes du cycle des conférences universitaires, Paris, L’Harmattan, 2012, p. 77-95[14].

### Publications sur les religions et croyances
- « La mystique spirituelle africaine », in Tuj-i-buntu, no 40, 2004, p. 39-41.
- « L’avenir de l’Église en Afrique : Point de vue des missionnaires », in Dialogue, no 233, 2004, p. 65-98[15].
- « L’avenir de l’Église en Afrique : Point de vue des prêtres diocésains », in Dialogue, no 232, 2004, p. 63-91[16].
- « Le cinquième anniversaire de l'enterrement de quinze femmes vivantes à Mwenga (septembre et octobre 1999) », in Mutanga (Revue d'Études Lega), Vol. II, no 2, 2005, p. 32-38.
- « Pouvoir et droit dans l'ancestralisme au Bulega précolonial », in Recherches africaines, n° 39 et 40, 2015.

### Poésie et essai
- Iyo’o meso : poèmes en kilega, (Kivu, RDCongo), Huy, Édition du Trottoir, 2002[17]
- Le chant d'un matin, recueil de poèmes, Huy, Éditions du Pangolin, 2004[18],[19]
- Les héritiers de la haine (essai), Huy, Éditions du Pangolin, 2005[20]

### CultureKilega
- Unamanya tawawilwa. Tulibi twa Ileka, Kamituga, CEPAC, 1994
- Initiation pratique au Kilega, Huy, Éditions du Pangolin, 2003[21]